# Nippolimnophila yakushimensis
Nippolimnophila yakushimensis är en tvåvingeart som beskrevs av Alexander 1930. Nippolimnophila yakushimensis ingår i släktet Nippolimnophila och familjen småharkrankar. Inga underarter finns listade i Catalogue of Life.